# Monti Tiburtini (metropolitana di Roma)
Monti Tiburtini è una stazione della linea B della metropolitana di Roma.

## Storia
La stazione venne inaugurata l'8 dicembre 1990 e fu costruita come parte della tratta da Termini a Rebibbia della linea B, inaugurata il 7 dicembre 1990 ed aperta al pubblico il giorno successivo.

## Servizi
La stazione dispone di:
- Biglietteria automatica
- Servizi igienici

## Interscambi
- autobus urbani